# Wesley Ledama
Wesley Ledama (2 de julio de 1999) es un deportista de Kenia que compite en atletismo. Ganó una medalla de bronce en el Campeonato Mundial de Atletismo Sub-20 de 2016, en la prueba de 5000 m.